# Samuel Naumbourg

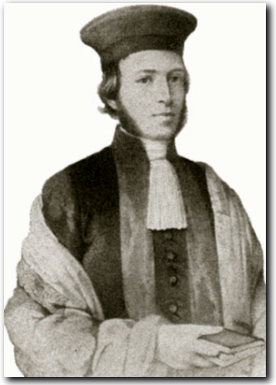
Samuel Naumbourg

Samuel Naumbourg (* 15. März 1817 in Dennenlohe, Bayern; † 1. Mai 1880 in Saint-Mandé) war ein französischer Kantor und Komponist liturgisch-jüdischer Musik.

## Leben
Er wirkte als Kantor und Chordirigent in Straßburg, Besançon und schließlich Paris. Von der Leitung seiner Pariser Synagoge und dem französischen Staat erhielt er die Erlaubnis, eine Reform der liturgischen Musikpraxis durchzuführen, bei der es darum ging, die unterschiedlichen jüdischen Gebräuche zusammenzufassen und eine gemeinsame musikalische Grundlage für Frankreichs Synagogen zu schaffen. 1847 veröffentlichte er den ersten Band seines Gesangswerkes Zemirot Yisrael. 1852 und 1862 erschienen der zweite und dritte Band. Samuel Naumbourg wurde 1846 in Frankreich eingebürgert. Er war Professor für Liturgischen Gesang am Séminaire israëlite de Paris.

## Hauptwerk
- Semirot Israel (synagogales Gesangwerk mit Beiträgen von Meyerbeer und Halévy, 1847)